# MB01 208
MB01 208 (även kallad M7 och M21 208) är en spårvagn byggd 1928 av ASEA och levererad till Göteborg 10 april samma år. Vagntypen MB01 byggdes i sex exemplar, och nummer 208 en är den enda bevarade. Den går sedan 1992 i museitrafik i Göteborg och körs av Spårvägssällskapet Ringlinien.

## Historia
Spårvagnarna 204 till 207 levererades 1922, men 208 levererades tillsammans med 209 sex år senare. De gick allihop på linje 9 mellan Järntorget och Saltholmen.
I januari 1951 byggdes 208:an om till enriktningsvagn. Dörrarna på höger sida togs bort och de kvarvarande dörrarna styrdes med tryckluft, träbänkarna byttes ut till skinnsäten vända i enbart en riktning, och bakre plattformen fick en fast konduktörsplats.
M21:orna togs ur trafik 1961, men efter beslutet om högertrafikomläggningen offentliggjordes 1963 sattes de återigen i trafik och kördes till 2 september 1967, dagen innan högertrafikomläggningen, eftersom de endast hade dörrar på vänster sida. Det beslutades dock att vagn 208 skulle bevaras som museivagn.
Vagnen var med på en del evenemang, såsom Göteborgs spårvägars 100-årsjubileum 1979, men den var i stort behov av revision. 1984 beslutade Ringlinien att ställa av vagnen. Den undersöktes 1987, och året därpå påbörjades en vagnrevision för att återställa vagnen till det utseende den hade när den levererades 1928. Arbetet tog fem år, och 9 juni 1992 kunde vagnen sättas i museitrafik igen. Vagnen går än idag på Lisebergslinjen och på abonnemang.

### Vagntypens namn
När vagnarna i serien levererades kallades vagntypen MB01. 1959 ändrades beteckningarna på samtliga vagnar, och vagntypen fick då heta M21. År 1963 införde Göteborgs industrihistoriska museum nya beteckningar för att kunna systematisera även de vagnar som tagits ur trafik, och enligt detta system fick vagnarna beteckningen M7. M21 används dock för de vagnar som levererades till Göteborg mellan 1984 och 1992, och senare byggdes om till M31.

## Bilder

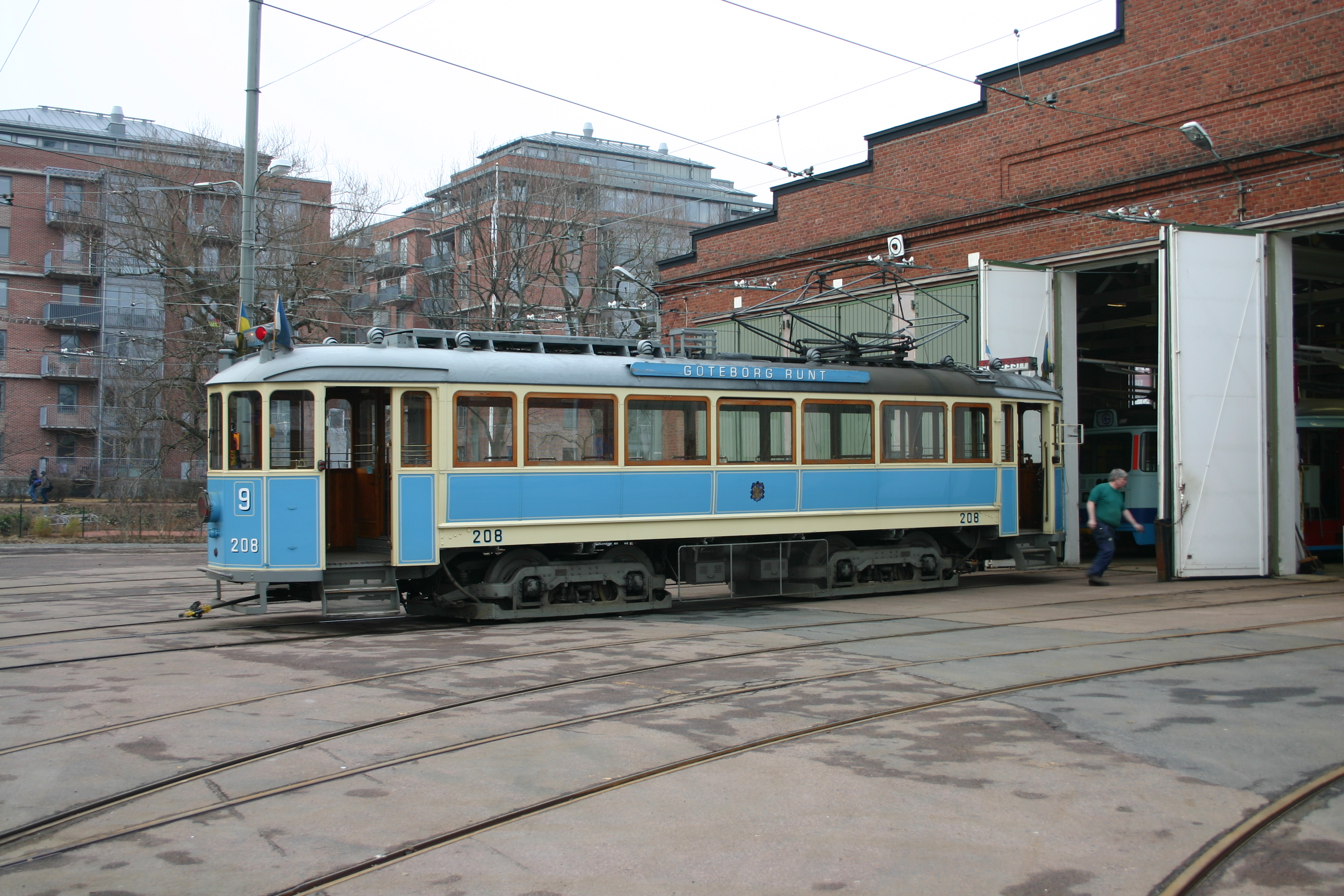
Utanför Gårdahallen i mars 2011.
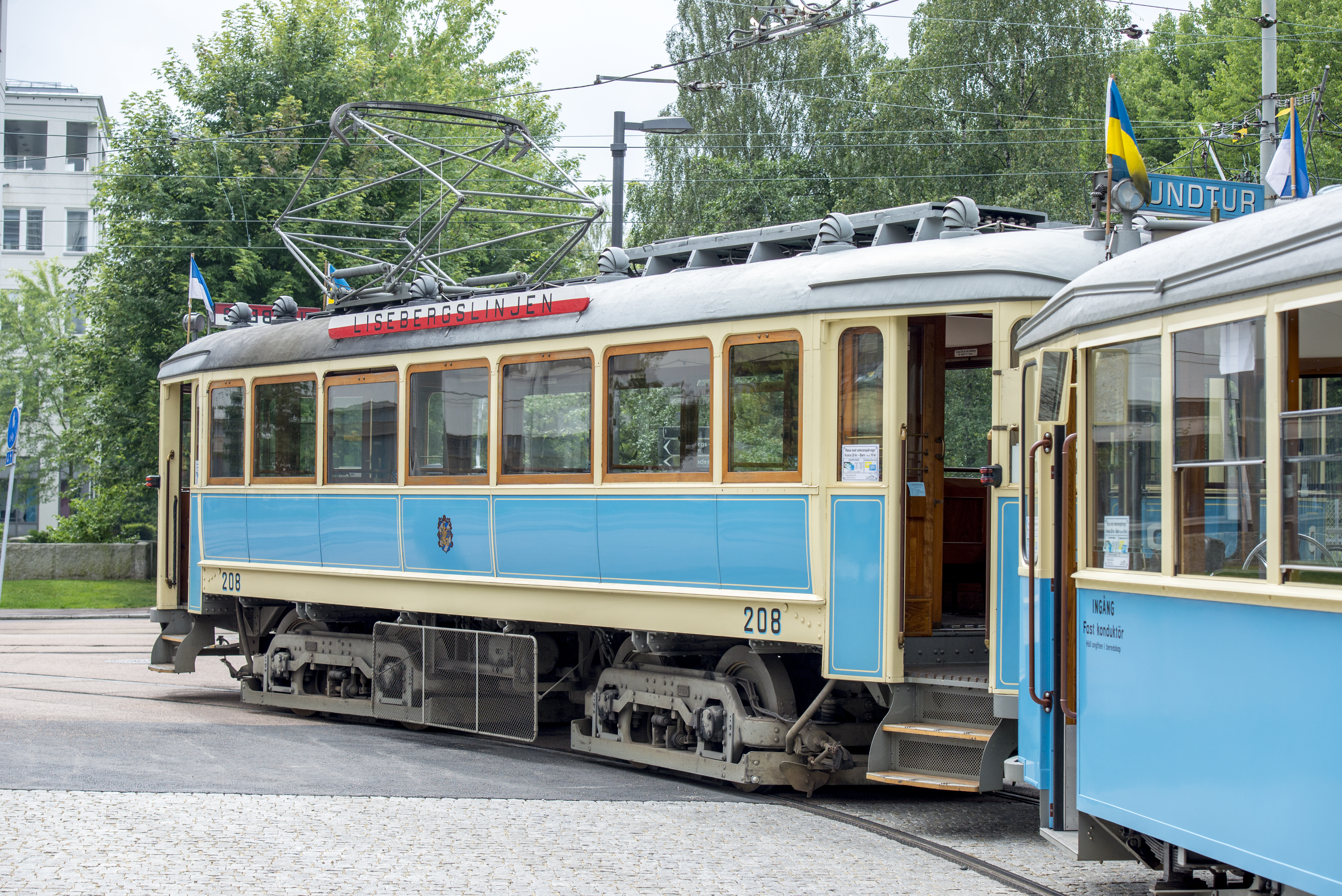
På Åvägen utanför Gårdahallen i augusti 2013.
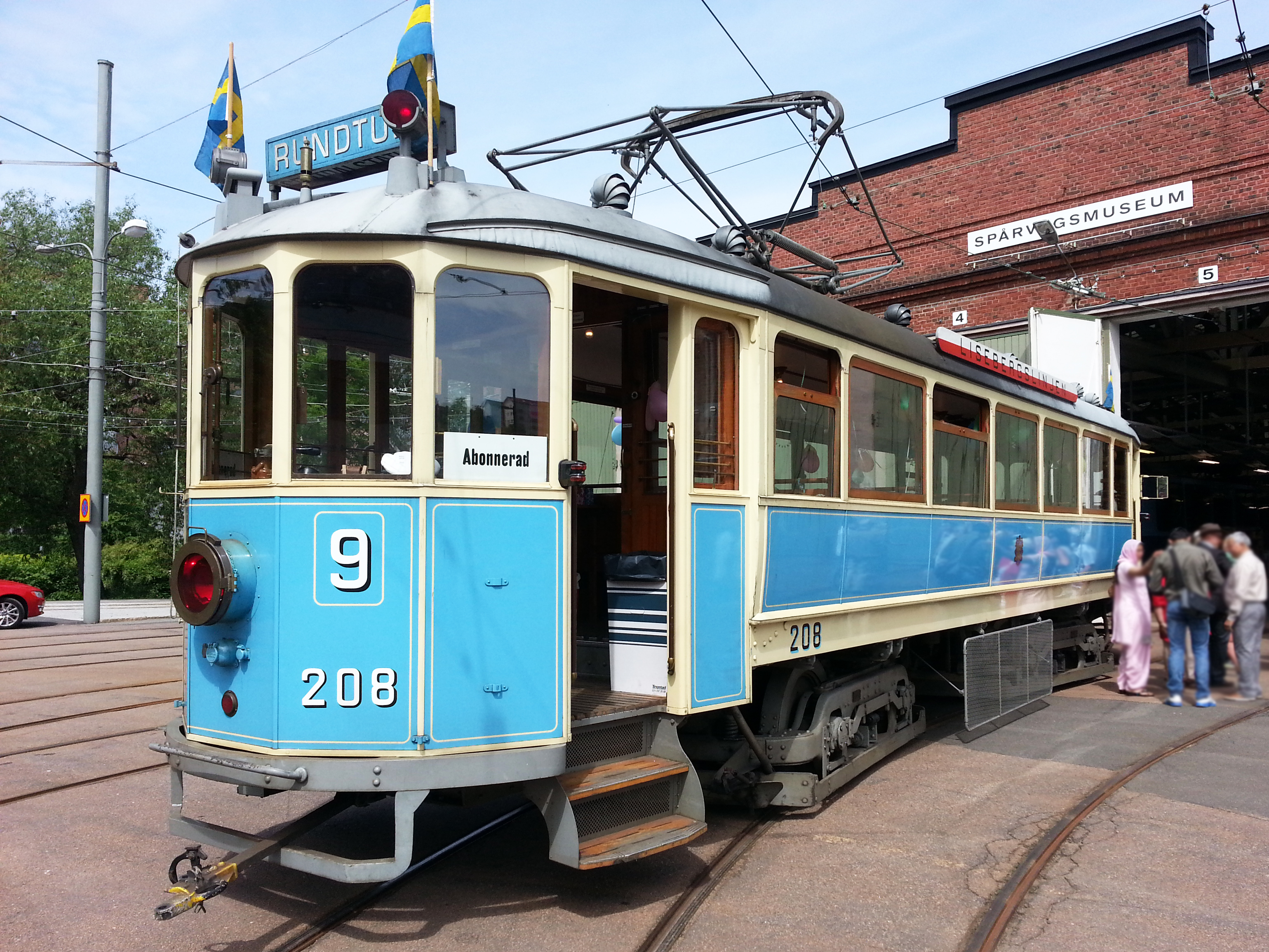
Utanför Gårdahallen i juni 2014.